# Elephantomyia brunneipennis
Elephantomyia brunneipennis är en tvåvingeart som beskrevs av Alexander 1938. Elephantomyia brunneipennis ingår i släktet Elephantomyia och familjen småharkrankar.
Artens utbredningsområde är Ecuador. Inga underarter finns listade i Catalogue of Life.